# Rita König
Rita König, född den 12 mars 1977 i Satu Mare, Rumänien, är en tysk fäktare som bland annat tog OS-brons i damernas lagtävling i florett i samband med de olympiska fäktningstävlingarna 2000 i Sydney.